# Metałurh Zaporoże (2017)
Metałurh Zaporoże (ukr. Муніципальний футбольний клуб «Металург» (Запоріжжя), Municypalnyj Futbolnyj Kłub "Metałurh" (Zaporiżżia)) – ukraiński klub piłkarski, mający siedzibę w mieście Zaporoże, w południowo-wschodniej części kraju, grający w Perszej-lidze.

## Historia
Chronologia nazw:
- 31.05.2017: MFK Metałurh Zaporoże (ukr. МФК «Металург» (Запоріжжя))

31 maja 2017 roku decyzją Rady Miejskiej w miejscowości Zaporoże został założony klub piłkarski MFK Metałurh (MFK - Municypalny Futbolowy Klub). W mieście do 7 czerwca 2018 również istniał inny Metałurh Zaporoże, założony w 1935 roku. 
12 czerwca 2018 roku klub został dopuszczony do rozgrywek Druhiej lihi i otrzymał status profesjonalny. W sezonie 2018/19 debiutował w Druhiej lidze, zajmując drugie miejsce w grupie B, i zdobył awans do Perszej lihi. Ale w następnym sezonie po zajęciu przedostatniej pozycji spadł z powrotem do Druhiej lihi.

## Barwy klubowe, strój
|  |  |  |

Klub ma barwy czerwono-czarno-żółte. Zawodnicy domowe spotkania zazwyczaj grają w czerwonych koszulkach, czarnych spodenkach oraz żółtych getrach.

## Sukcesy

### Trofea międzynarodowe
Nie uczestniczył w rozgrywkach europejskich (stan na 31-05-2020).

### Trofea krajowe
| \| \| Zdobyte trofea w rozgrywkach Ukrainy (stan na: 31-05-2020) \| |                                                            |      |                  |
| Rozgrywki                                                           | Osiągnięcie                                                | Razy | Sezon(y)         |
| · Mistrzostwo                                                       | I miejsce                                                  | 0    |                  |
| · Mistrzostwo                                                       | II miejsce                                                 | 0    |                  |
| · Mistrzostwo                                                       | III miejsce                                                | 0    |                  |
| Puchar                                                              | zdobywca                                                   | 0    |                  |
| Puchar                                                              | finalista                                                  | 0    |                  |
| Puchar                                                              | 1/32 finału                                                | 2    | 2018/19, 2019/20 |
| II liga                                                             | I miejsce                                                  | 0    |                  |
| II liga                                                             | II miejsce                                                 | 0    |                  |
| II liga                                                             | III miejsce                                                | 0    |                  |
| II liga                                                             | 15.miejsce                                                 | 1    | 2019/20          |
| Ukraina                                                             | Zdobyte trofea w rozgrywkach Ukrainy (stan na: 31-05-2020) |      |                  |

- Druha liha (D3):
  - wicemistrz (1x): 2018/19 (gr. B)

## Poszczególne sezony

### Rozgrywki międzynarodowe

#### Europejskie puchary
Nie uczestniczył w rozgrywkach europejskich.

### Rozgrywki krajowe
| \| Ukraina \| Bilans występów klubu w rozgrywkach piłkarskich Ukrainy (Stan na 27 września 2020 r.) \| \| |                                                                                       |        |       |   |   |   |    |    |     |                  |        |        |      |
| Poziom | Rozgrywki                                                                             | Sezony | Mecze | Z | R | P | B+ | B– | Pkt | Lata             | Awanse | Spadki | Naj. |
| I | Wyszcza liha/Premier-liha                                                             | 0      |       |   |   |   |    |    |     |                  | 0      | 0      |      |
| II | Persza liha                                                                           | 1      |       |   |   |   |    |    |     | 2019/20          | 0      | 1      | 15   |
| III | Druha liha                                                                            | 1      |       |   |   |   |    |    |     | 2018/19, od 2020 | 1      | 0      | 2    |
| IV | Amatorska liha                                                                        | 0      |       |   |   |   |    |    |     |                  | 0      | 0      |      |
| | Puchar Ukrainy                                                                        | 2      |       |   |   |   |    |    |     | od 2018          | 0      | 0      | 1/32 |
| Ukraina                                                                                                   | Bilans występów klubu w rozgrywkach piłkarskich Ukrainy (Stan na 27 września 2020 r.) |        |       |   |   |   |    |    |     |                  |        |        |      |

## Piłkarze, trenerzy, prezydenci i właściciele klubu

### Trenerzy
- 06.08.2017–07.06.2018:  Wołodymyr Szapowałow
- 07.06.2018–25.06.2019:  Ołeh Taran
- 25.06.2019–07.10.2019:  Iwan Bohatyr
- 07.10.2019–...:  Ołeksij Hodin (p.o.)

## Struktura klubu

### Stadion
Klub piłkarski rozgrywa swoje mecze domowe na stadionie Sławutycz Arena w Zaporożu o pojemności 11 883 widzów, który ma wymiary 105 x 68 metrów.

## Kibice i rywalizacja z innymi klubami

### Derby
- Motor Zaporoże (Zaporoskie derby)
- SK Dnipro-1 (Dnieprowskie derby)